# Ricard Creus i Marzo
Ricard Creus i Marzo (Poblenou, Barcelona, 1928 - Anglès, la Selva, 10 de novembre de 2021) fou un escriptor català.

## Biografia
Estudià a la facultat de Belles Arts, on es va fer amic del futur escultor Josep Maria Subirachs, també fill del barri del Poblenou, i inicià una carrera artística com a pintor, que abandonà molt aviat per la literatura. Dedicat inicialment a la prosa narrativa, escrigué durant molts anys sense publicar i es donà a conèixer com a poeta pel fet que els primers llibres publicats foren de poesia: Cendra amb foc (1975), Poemes de l'altra veu i de la meva (1976), 36 poemes a partir del 36 (1978) i Si em dónes l'adéu no et prenc pel mot (1979). El 1983 es publicà l'obra en prosa Mutacions i fins al 1985 no veié la llum un dels seus primers treballs narratius, la Trilogia dels hereus, que aparegué en dos volums: L'ocell (1985), reconegut amb el premi Andròmina de narrativa, i Temps imposat, amb les novel·les Les trampes i La runa (1986). El 1987 guanyà el premi Sant Jordi amb la novel·la Posicions i el 1991 obtingué el premi Rosa Leveroni de poesia per la seva obra Retornar a Itàlia. Es publicaren dos llibres més de poemes: Jo amb mi i altres poemes (1994), i M'estimo el cos (1997) i una novel·la: Vol Barcelona-Mèxic (2000). El 2006, Edicions Proa publicà el volum Cada dia un dia. Obra poètica 1968-2003 que conté l'obra completa ordenada segons la data de creació; també hi incorporà poemes inèdits i una mostra dels poemes més recents.
El 1986 es publicaren per Edicions 62, col·lecció El Galliner núm. 91, les obres de teatre Entre aigua i anís i Jo vinc d'un altre temps. La primera d'aquestes fou estrenada a Badalona, el 13 de desembre de 1986 pel grup de teatre Arrels. Els intèrprets foren Felicitat Comas i Josep Solaz, i la direcció anà a càrrec de Neus Viñas. També fou autor de la cantata Cantijoc per a cor infantil, narradors i orquestra, que fou interpretada, amb música de Josep Pons, a la XXV Trobada de Corals Infantils de Catalunya organitzada el 1992 pel Secretariat de Corals Infantils de Catalunya (SCIC). També tingué publicades diverses obres de literatura infantil i juvenil, una de les quals, Una pedra per corona (1979), fou la seva primera obra en prosa. Així mateix, col·laborà en publicacions periòdiques com Cavall Fort, Avui, Reduccions i Tele/eXpres. Paral·lelament es dedicà a les arts plàstiques com a professor d'art i fou coautor de diversos assaigs sobre art i pedagogia de l'art. El novembre de 2021 morí als noranta-tres anys.

### Poesia
- Cendra amb foc (Edicions 62, Barcelona, 1975).
- Poemes de l'altra veu i de la meva (Editorial Pòrtic, Barcelona, 1976).
- 36 poemes a partir del 36 (Laia, Barcelona, 1978. Reeditat el 2004 per Curbet Editors).
- Si em dónes l'adéu no et prenc pel mot (La Gaia Ciència, Barcelona, 1979).
- Retornar a Itàlia (Columna Edicions, Barcelona, 1992).
- Jo amb mi i altres poemes (L'Aixernador, Barcelona, 1994).
- M'estimo el cos (Pagès Editors, Lleida, 1997).
- Cada dia un dia. Obra poètica 1968-2003. (Proa, Barcelona, 2006).
- Ahir d'amor i avui encara (Editorial Meteora, Barcelona, 2010).

### Novel·les
- Mutacions (Ed. 62, Barcelona, 1983).
- L'ocell (Edicions Tres i Quatre, València, 1985).
- Temps imposat (Edicions Tres i Quatre, València, 1986).
- Posicions (Edicions 62, Barcelona, 1988).
- Vol Barcelona-Mèxic (Edi-Liber, Barcelona, 2000).

### Teatre
- Entre aigua i anís. Jo vinc d'un altre temps (Barcelona, Edicions 62, 1986).

### Novel·les i relats infantils
- Una pedra per corona (Publicacions de l'Abadia de Montserrat, Barcelona, 1979).
- Pa amb xocolata (Teide, Barcelona, 1982).
- El gos i l'oreneta (Argos - Vergara, Barcelona, 1983).
- El moro, les taronges i la guerra (Argos - Vergara, Barcelona, 1984).
- Què somies? (Teide, Barcelona, 1987).
- Sempre passa alguna cosa (Cruïlla, Barcelona, 1989).
- Biografia d'un gat (Cruïlla, Barcelona, 2005).

### Traduccions de poesia
- Sofia Chiaraviglio. Circolarità (CCG Edicions, Girona 2005)

## Premis i reconeixements
- Premi Andròmina de narrativa. Premis Octubre 1985: L'ocell
- Premi Sant Jordi de novel·la 1987: Posicions
- Premis Literaris de Cadaqués-Rosa Leveroni de poesia 1991: Retornar a Itàlia